# ティーネック
ティーネック（Teaneck）は、アメリカ合衆国ニュージャージー州のバーゲン郡にある町（タウンシップ）。人口は4万1246人（2020年）。マンハッタンの西8キロメートルに位置している。町内に鉄道駅はないためニューヨークへの通勤にはバスか自家用車が使われる。
1895年に設立された。1931年のジョージ・ワシントン・ブリッジの完成によって道路交通が飛躍的に便利になり、住宅地として開発された。

## 民族構成
2020年アメリカ合衆国国勢調査によれば、アフリカ系22パーセント、ヒスパニック系21パーセント、アジア系11パーセントとなっており「人種のるつぼ」の典型的な例となっている。

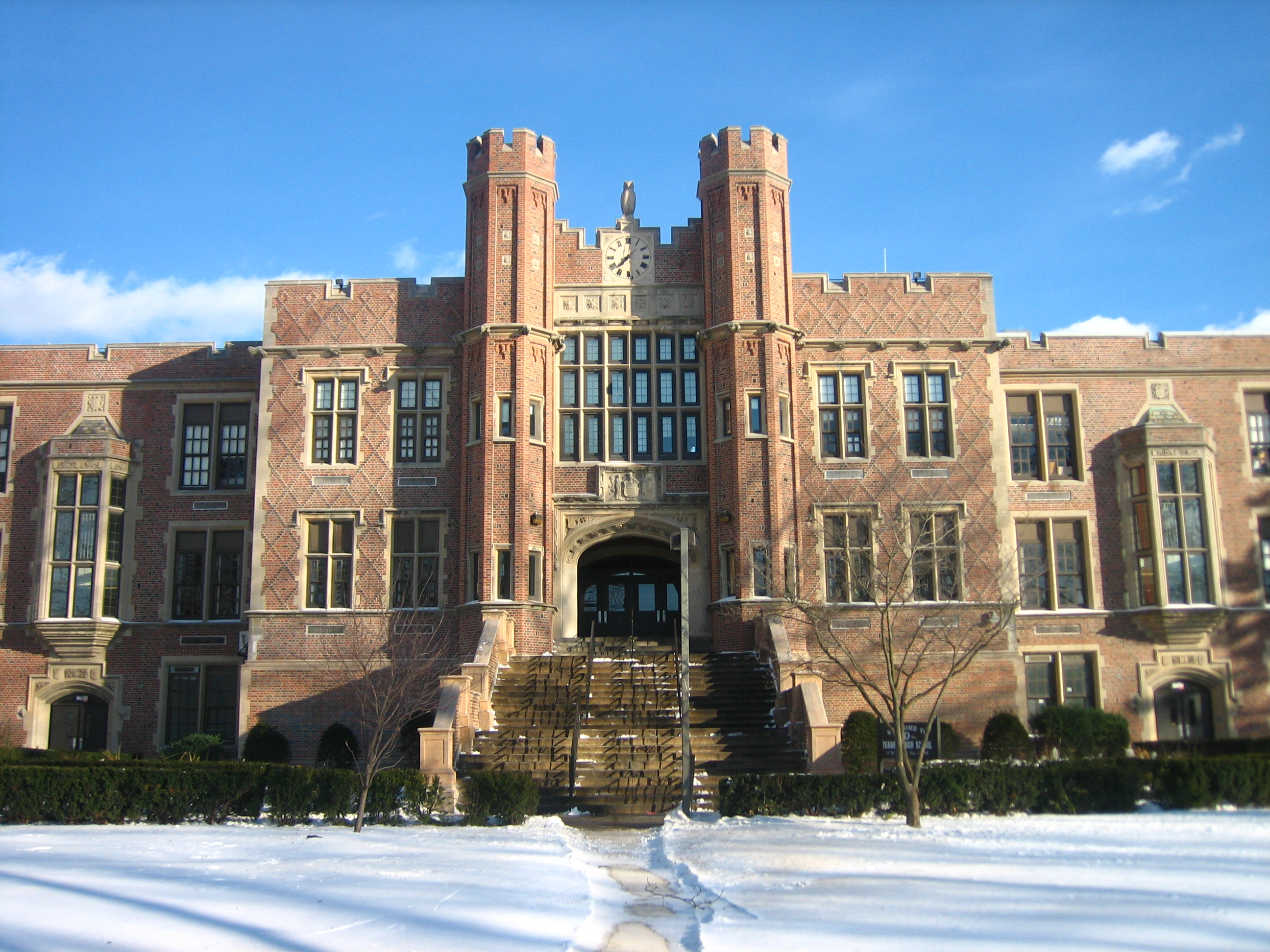
ティーネック高校